# Furcraea boliviensis
Furcraea boliviensis là một loài thực vật có hoa trong họ Măng tây. Loài này được Pierfelice Ravenna (Pedro Felix, Pierre Félice) mô tả khoa học đầu tiên năm 1978.
Phân bố: Bolivia.